# Günter Schröter
Günter Schröter (Brandeburgo, 3 maggio 1927 – Berlino, 10 febbraio 2016) è stato un calciatore tedesco orientale, dal 1990 tedesco, di ruolo attaccante.

## Palmarès

### Giocatore

#### Competizioni nazionali
- Coppa della Germania Est: 1

Dinamo Berlino: 1959